# Narboni
Pour les articles homonymes, voir Moïse Narboni et Jean Narboni.
 (mars 2016).
Narboni est la Division Européenne du groupe américain Travel Tags, Inc., leader mondial dans la fabrication de lenticulaire et la transformation des solutions plastiques haute qualité et dans la production  de cartes cadeaux. 
Narboni est présent dans de nombreux secteurs tels que la grande distribution, les technologies et télécommunications, l’industrie du film, etc.
Présent sur les marchés internationaux, Narboni est spécialisée dans le domaine de la carte : carte cadeau, carte de fidélité, carte de membre, carte promotionnelle, etc. (Fabrication et déploiement des programmes : gestion de plate-forme, design de packaging, lenticulaire, fullfilment, commerce en ligne pour les réseaux BtoB, BtoC et distribution).
L'entreprise est aussi ISO 9001, et Imprim’Vert depuis le 13 mars 2008[pertinence contestée][source insuffisante].
Le 17 juillet 2013, la société fête ses 50 ans d’existence et obtient le label Imprim'Luxe[pertinence contestée][source insuffisante].